# 林紗久羅
林 紗久羅（はやし さくら、1989年〈平成元年〉12月10日 - ）は、日本のタレント、グラビアモデル、レースクイーン。東京都出身。イー・スマイル所属。愛称は「さくちゃん」。『D'stationフレッシュエンジェルズ』メンバーとしての活動が著名。

## 略歴
1989年12月10日、東京都で生まれる。父親はボディービルダーの林勇宇。姉が1人いる。

### スワウィンからレースクイーンへ
2006年、スパイラルプロモーションに所属。雑誌のプレゼントモデルでグラビアデビューを飾ったが鳴かず飛ばず、2008年9月、プラチナムプロダクションに移籍。2009年4月から、東京ヤクルトスワローズのダンスチーム「Swallows Wings」のメンバーとして1年間活動する。チームの同期には後にTBSアナウンサーとなる林みなほがいたが、他メンバーからは2人をまとめて“りんりん”と呼ばれていた。
2012年、SUPER GT「ARTA GALS」の一員としてレースクイーンデビューし、2014年まで3年連続で担当。この時期には雑誌「GOLF TODAY」のイメージガールユニットに当たる“GTバーディーズ”に参加。またミス・ユニバース・ジャパン2013の東京大会にも出場したが、受賞はならなかった。
2015年、プラチナムの後輩に当たる蘭から引き継ぐ形で「D'stationフレッシュエンジェルズ」に就任。SUPER GTとスーパー耐久、スーパーフォーミュラの3カテゴリーに於いて、佐崎愛里、日野礼香、清瀬まちと共にライブ・パフォーマンスを行った。この年の日本レースクイーン大賞では、南香織がデザインしたフレッシュエンジェルズのコスチュームがコスチュームグランプリを受賞している。

### RAYBRIGレースクイーン
2016年1月の東京オートサロンでは、藤井みのり、中村奏絵と共にKENDAタイヤブースのコンパニオンとして出演。そのオートサロン期間中の1月16日、同年度の「RAYBRIGレースクイーン」に選ばれたことが発表された（相方は比良祐里）。プラチナムプロダクションとしては初、かつ歴代唯一のRAYBRIGレースクイーンでもある。また同年6月には、レッドブル・エアレース・ワールドシリーズの2016年千葉大会にてレースクイーンとしてナイジェル・ラム（No.9 ブライトリング・レーシング・チーム）のチームガールを務める。漫画雑誌「ヤングキング」の表紙・巻頭グラビアや、テレビ東京の深夜バラエティ番組『じっくり聞いタロウ〜スター近況（秘）報告〜』への出演もあった。
2017年は引き続きRAYBRIGのRQとして活動（相方ははらことは）する一方、6月3日 - 4日に開催されたレッドブル・エアレース・ワールドシリーズの2017年千葉大会（幕張海浜公園）で、エアレースクイーンとして「クリスチャン・ボルトン（No.5 クリスチャンボルトン レーシング）」のチームガールを務め、特別賞（ロベルタ賞）を受賞した。また10月13日 - 15日のWEC世界耐久選手権・富士6時間レース（富士スピードウェイ）では、RAYBRIGで共働したはらことはや、同じ事務所だった村上麻莉奈らと共に「WECグリッドセレモニーガール」を務めた。翌2018年と2019年もWECグリッドセレモニーガールとして和服姿を披露している。

### イー・スマイル移籍〜レースクイーン大賞受賞
2018年1月12日 - 14日開催の東京オートサロンをもって、2年間務めたRAYBRIGレースクイーンを北川みこに譲る形で卒業。前年12月に28歳となった林は、RAYBRIGを最後にRQ引退を考えていたが、2017年度の日本レースクイーン大賞で特別賞を受賞したことで、大きな挫折を経験する。
と心に誓った結果、同年2月1日、「D'stationフレッシュエンジェルズ」の同年度リーダーとして3年ぶりのフレエン復帰を果たし、引退を撤回した。

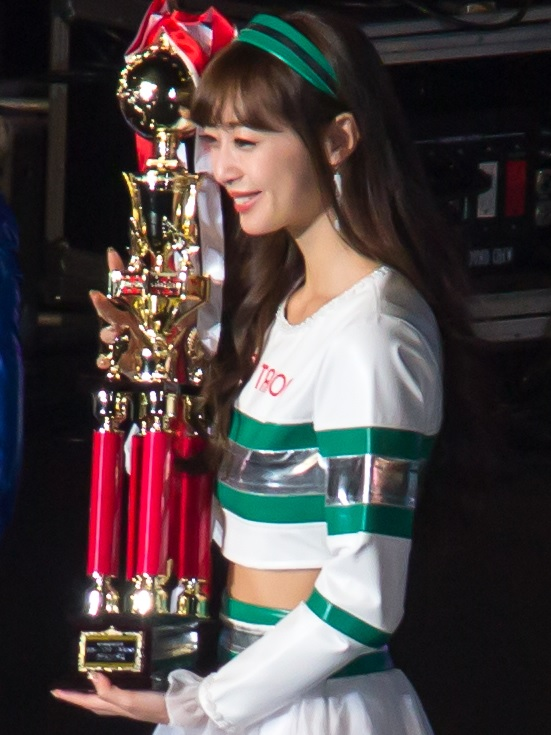
「日本レースクイーン大賞」グランプリ受賞のトロフィーを抱える林紗久羅（2019年1月12日）

このフレエン復帰発表と同時に、林は9年半近く在籍していたプラチナムプロダクションを退所。同年3月2日の自身のブログにて、イー・スマイルへの移籍を発表した。またこの年は「KONDO Racing raffinee Lady」（ラフィーネレディ）としてスーパーフォーミュラのレースクイーンにも就任。以後2019年・2020年と3年連続で今井みどりと共にraffinee Ladyを務めた。
そして平成時代最後の年明けとなった2019年1月12日、東京オートサロン2019（幕張メッセ）で開催された『GOODRIDE 日本レースクイーン大賞2018』9代目グランプリを歴代最年長の29歳で受賞。イー・スマイルにとっては2012年（第3回）の佐崎愛里以来、6年ぶりのグランプリ獲得となった。同時に「沖縄カスタムカーショーアワード」も受賞し、2019年1月26日 - 27日開催の沖縄カスタムカーショーイメージガールをフレエンで共働した宮本りおと共に務めた。

### フレエン継続〜A-classへ
2019年2月18日、先述の宮本と共にフレッシュエンジェルズを続投することを発表。前年同様リーダーを務める。また同年のD1 GRAND PRIXでは、宮本や小越しほみ、清瀬まち、有馬綾香と共に「VALINO GIRLS」を務めていた。同年12月26日、13年間の芸能生活に於いて初となるソロ写真集『SAKU』を発表。自身曰く“最初で最後の写真集”と銘打っており、発売した三栄（旧：三栄書房）にとっては、社名変更後初のレースクイーン・グラビアモデル単独による写真集となる。
2020年2月25日、通算4度目のフレッシュエンジェルズのメンバーになると同時に、それまで南明奈が担当していたD'stationのイメージキャラクターを引き継いだことが発表された。この年のSUPER GTでは、GT300クラスでD'stationがパシフィックレーシングと組んで「PACIFIC - D'station Racing」として参戦したが、スーパー耐久ではそれに伴うRQチームの合併統合は行われず、引き続き「D'stationフレッシュエンジェルズ」として公式イメージガールを務めている。だが同年に入って蔓延した新型コロナウイルス感染症の影響で、S耐は当初の予定より半年ほど遅い9月の開幕となり、フレエン自身もマスクをしながらの業務が目立つようになる。そして年を跨いだ1月23日 - 24日の延期が発表されていた、鈴鹿サーキットでの最終戦が中止となる事態で2020年度のシーズンを終えた。また先述のraffinee Ladyは同様の理由から同年度のメンバー発表が遅れる事態となっている。
2020年9月、4年ぶりに復活する東京オートサロンの公式イメージガールユニット『A-class』の2021年度メンバーを決めるセレクション30名の中にエントリーし、同年10月5日、ファン投票の結果によりメンバー5名の中に選ばれたことが発表された。オートサロンのイメージガールを務めるという夢はプラチナム在籍中の2013年から抱いており、フレエン時代の2015年夏頃に2016年度メンバーのオーディションを受けたが、最終的に落選したという過去がある。だが先述の新型コロナウイルスの影響が続いていた関係で、この年の東京オートサロンは幕張での客入れ開催を断念。並行準備していたバーチャルオートサロンのみの開催となってしまった。その後2022年1月15日の東京オートサロンで2021年度のコスチュームを着用し、ステージイベントの観客に披露している。

### リアライズガールズとSARD、そしてフレエン卒業
2021年3月5日、佐崎愛里を抜いて通算5度目となるフレッシュエンジェルズのメンバーに選ばれたことを発表。この年はエヴァンゲリオンレーシングのRQに転じた霧島聖子に代わり、織田真実那が加入したのみで、6人全員続投という事態は回避された。ちなみに織田とは同年のSUPER GT「KONDO Racing リアライズガールズ」（24号車担当）でも共働しており、同年度の日本レースクイーン大賞では、リアライズガールズのコスチュームがコスチュームグランプリを受賞している。
2022年はリアライズガールズ（24号車担当）を事務所の後輩である原あゆみに譲ると共に、同年度のフレエンでも共働する水瀬琴音から『SARDイメージガール』を引き継ぐ。32歳でのSARDイメージガール起用は歴代最年長記録であった。この年のスーパー耐久は、2016年以来6年間担当したフレエンに代わり、SDGsアンバサダー『Swish』（スウィッシュ）が公式イメージガールを務めることになったため、1980年代生まれのS耐イメージガールは林が最後となった。
2023年のSUPER GTではSARDイメージガールからKOBELCO GIRLSに異動。フレエンでも共働した太田麻美・宮瀬七海とトリオを組んだ。林に代わってSARDイメージガールを務める木村楓とは、同年度のフレエンでも共働している。
2024年1月12日の東京オートサロンにて、TOYOTA GAZOO Racingのアンバサダーに当たる「GAZOO Lady」への就任を発表。また同年度のフレエンはS耐に参戦せず、SUPER GT300クラスへ4年ぶりに復帰した。同年12月14日、フレッシュエンジェルズ撮影会においてフレエンからの卒業を発表し、同月27日に新宿 ZEAL THEATERで行われた『2024 スマスマLIVE LAST SPECIAL』をもってフレエンメンバーとしての活動を終了。2025年度はフレエンのリーダーを水瀬琴音に譲り、D'stationイメージガール（イメージキャラクター）としての活動を継続。また同年のスーパーフォーミュラでは『KDDIレースアンバサダー』としてKDDI TGMGP TGR-DCのRQを担当。先述の太田や2025年度のA-classメンバーである石垣果蓮らと共働する。

## 人物・逸話
- 趣味は料理、特技はバスケットボール、バドミントン。
- 本人曰くダンスが苦手で、スワウィン在籍時[ブログ 4]やフレエンでは悪戦苦闘状態だったが、他メンバーと共に力を合わせて乗り越えたという[ブログ 21]。
- 2020 - 2021年度のフレエンで共働する阿比留あんな（旧名：阿比留夏海）[40]はプラチナム時代の後輩であった。2016年12月17日に新木場・スタジオvenceで行われた『プラチナムオフ会〜16年の感謝を込めて〜』という事務所主催の撮影会[ブログ 22]や、東京オートサロン2022・C-WESTブースのコンパニオンでも共演[PR 8]。その後2022年2月に阿比留がイー・スマイルに移籍したことで、約4年ぶりに同じ事務所で共働することになった[47]。
- 先述のコロナ禍の影響でグランプリ等が発表されなかった『日本レースクイーン大賞2020』表彰式では、新人部門のメダリストに入った桜田莉奈（2020年度ZENT sweetiesメンバー）に目録を贈呈[動画 5]。また東京オートサロン2025で行われた『レースアンバサダーアワード2024』表彰式[注 13]では歴代RQ大賞グランプリ受賞者の一人として登壇。その後にグランプリが水瀬琴音と発表された際は真っ先に花束を贈呈している[注 13]。
- イラストレーターの「HONGAMA」は高校時代の同級生[49]。
- 先述の日本レースクイーン大賞グランプリやA-classは当時歴代最年長の選出だったが、A-classは翌2022年に沙倉しずかが満35歳[注 14]で選ばれた為、現在は歴代2番目の年長記録となっている[50]。またS耐のイメージガール4年連続在任は安枝瞳[注 15]と並ぶ1位タイの記録だったが、2024年に先述の阿比留が5年連続[注 16]で記録を更新したため、現在は歴代2位の在任期間となっている。

## 作品

### 写真集
- SAKU（2019年12月26日、三栄）ISBN 978-4779640926[52][30]

## 出演

### テレビ
- 爆笑オンエアバトル チャンピオン大会（2009年3月19日、NHK総合） - アシスタント（杉澤友香と共演）
- BSエンターテインメント「決戦!落語家サバイバル」（2009年5月16日、NHK-BS2） - アシスタント（青山玲子と共演）
- スッキリ（2012年11月26日、日本テレビ） 
水着モデルとして斎藤夏美（2013年三愛水着イメージガール）と共演[ブログ 6][ブログ 23]。その後同年12月28日の年末SP『スッキリ!!大忘年会～2012年今年もいろんなことがありましたスペシャル～』にも出演し、当時レギュラーMCだったテリー伊藤とチークダンスを披露した[ブログ 24]。
- サンデージャポン（2013年2月17日、TBS） - 先述のテリー伊藤とロケ企画で共演[ブログ 1][ブログ 25]
- 金曜ロードSHOW! チープ・フライト（2013年3月1日、日本テレビ） - 候補生 役
- 美女山歩「群馬県・谷川岳編」（2015年1月15日、スカイA）[ブログ 26]
- じっくり聞いタロウ〜スター近況（秘）報告〜（2016年7月21日 - 2017年3月、テレビ東京）[ブログ 12] – 店員 役
- 行列のできる法律相談所（2020年11月22日、日本テレビ） - 再現VTRでLiSA（歌手）を演じる[53]

### ラジオ
- 村山ひとしのキャラリンッぱ!（2007年9月28日、かつしかFM）
- 新実菜々子のガールズリンク（2008年4月5日、下北FM）

### CM・広告
- 高須クリニック（同クリニック・名古屋院院長高須幹弥医師と共演）
- ニッセン「Winter Collection」
- タカラトミー「ジェンガ」ジェンガガール
- セガ「Kingdom Conquest2」KCガールズ[共演 3]
- フラチナリズム×写ルンです コラボCM（2016年）[動画 7]
アルバム『ハーフ&ハーフ』（2016年8月3日発売）のプロモーションを兼ねて制作された作品。先述の青山玲子や月城まゆ[注 17]とのコラボも存在する[55]。
- D'stationイメージキャラクター（2020年 - 現在）[ブログ 17]
- GMOコイン「もぐらたたき篇」（2021年）[共演 4]

### 写真展
- J:COM presents エヴァンゲリオン×美少女写真展-Girls Collection of EVANGELION-（2012年） - 出演

### 雑誌
- 三栄書房「GOLF TODAY」GTバーディーズ（2012年 - 2016年頃）[雑誌 1]
- 少年画報社「ヤングキング」（2016年 第16号） - 表紙および巻頭グラビア[ブログ 11]

### 映像作品
- ショートフィルム『油断』（2011年・矢島祥行監督）- ヒロインとして出演
「ショートショートフィルムフェスティバル＆アジア 2012 NEOジャパン」入選作品[ブログ 27]。

### イベント

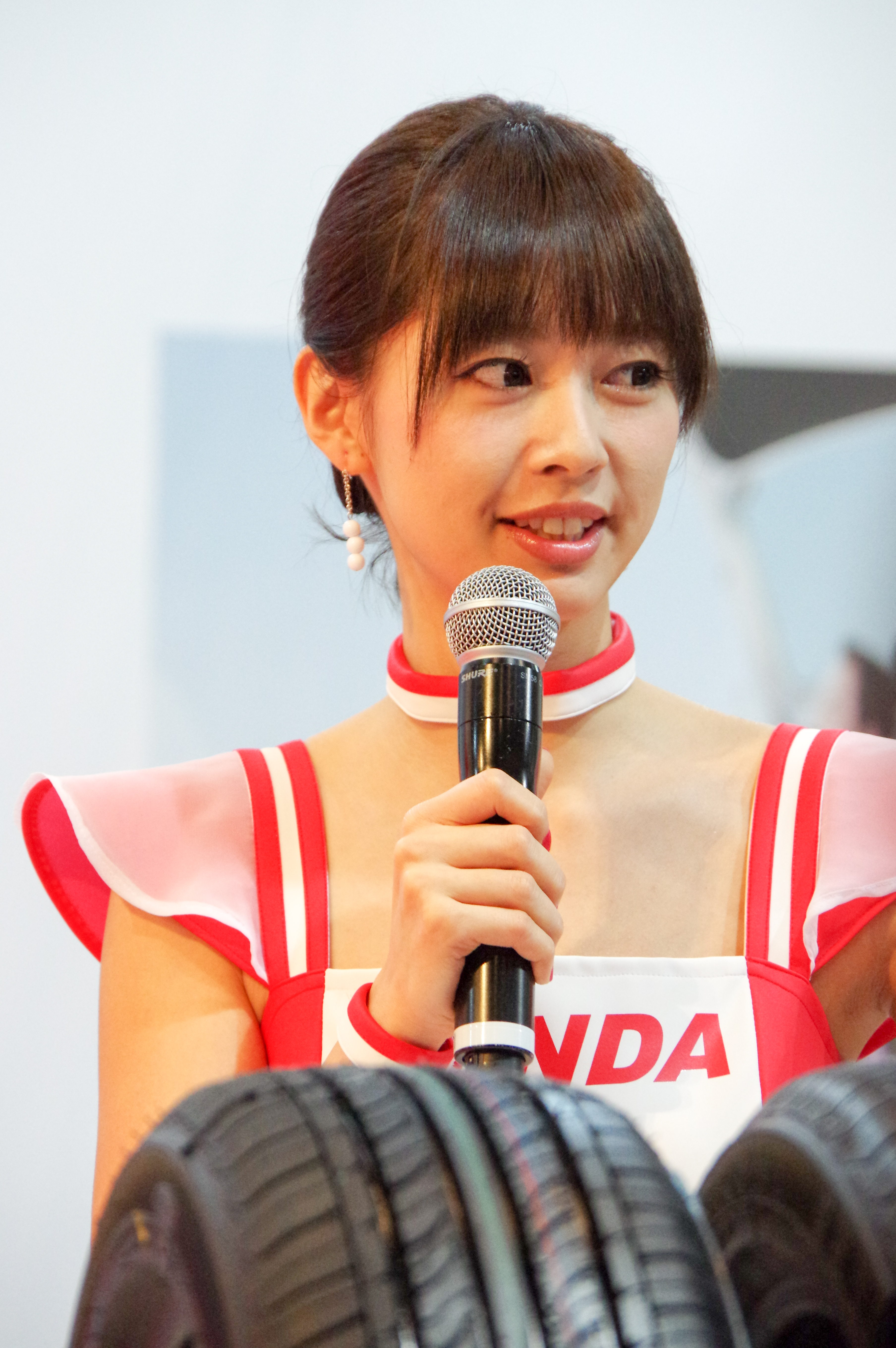
東京オートサロン2016にて「KENDAタイヤ」ブースのコンパニオンを務める
（2016年1月16日)

- Beauty World JAPAN 2012「ROSSO」ブースコンパニオン（2012年5月14日 - 16日、東京ビッグサイト）- 橋本雪乃と共演[ブログ 28]
- 東京オートサロン2013「クリッカー」リポーター（2013年1月11日 - 13日、幕張メッセ）[ブログ 24][ブログ 29]
- CP+2013「Canon」ブースコンパニオン（2013年1月31日 - 2月3日、パシフィコ横浜）[ブログ 30]
- 東京モーターショー2013「HONDA」ブースコンパニオン（2013年11月22日 - 12月1日、東京ビッグサイト）[ブログ 31]
- 東京オートサロン2015「TWS」ブースモデル（2015年1月9日 - 11日、幕張メッセ）[ブログ 32]
- 東京オートサロン2016「KENDAタイヤ」ブースコンパニオン（2016年1月15日 - 17日、幕張メッセ）[10]
- 東京ゲームショウ2017「DELL　ALIENWARE」ブースコンパニオン（2017年9月21日 - 24日、幕張メッセ）[56]
- 東京モーターショー2017「スタンレー電気」ブースコンパニオン（2017年10月23日 - 11月5日、東京ビッグサイト）[共演 5]
- 東京オートサロン2018「RAYBRIG」ブースコンパニオン（2018年1月12日 - 14日、幕張メッセ）[共演 6]
- インタープロトシリーズ2018 第5戦「ガーデンクリニックレーシングチーム」レースクイーン（2018年10月5日 - 6日、富士スピードウェイ）[共演 7]
- 東京オートサロン2019「C-WEST」ブースコンパニオン（2019年1月11日 - 13日、幕張メッセ）[共演 8]
- 沖縄カスタムカーショー2019 イメージガール（2019年1月26日 - 27日、沖縄県豊見城市「美らSUNビーチとよさき」）[28]
- ハイパーミーティング in 筑波 イメージガール（2019年3月17日、筑波サーキット）
千代田唯と共にイメージガールを担当。MCには五十川ちほも参加していた[ブログ 16]。
- 東京オートサロン2020「C-WEST」ブースコンパニオン（2020年1月10日 - 12日、幕張メッセ）[共演 9]
- 2021 全日本スーパーフォーミュラ選手権 第1戦（2021年4月3日 - 4日、富士スピードウェイ）
桃原美奈と共に「B-MAX Glory Girls」としてスポット参加[57]。
- インタープロトシリーズ2021 powered by KeePer 第1戦「ガーデンクリニックレーシングチーム」レースクイーン（2021年6月5日 - 6日、富士スピードウェイ） - 松田蘭と共演[ブログ 36]
- 東京オートサロン2022「C-WEST」ブースコンパニオン（2022年1月14日 - 16日、幕張メッセ）[共演 10]
- 東京アウトドアショー2023「Renoca by FLEX」ブースコンパニオン（2023年1月13日 - 15日、幕張メッセ[注 18]）- 原あゆみと共演
- 東京オートサロン2024「SARD」ブースモデル（2024年1月12日 - 14日、幕張メッセ）[注 19]
- GR FESTIVAL OKINAWA 2024（2024年3月16日 - 17日、美らSUNビーチとよさき／コザ運動公園） - GAZOO Lady 2024として[59]